# Arachnanthus oligopodus
Arachnanthus oligopodus är en korallart som först beskrevs av Cerfontaine 1891.  Arachnanthus oligopodus ingår i släktet Arachnanthus och familjen Arachnactidae. Inga underarter finns listade i Catalogue of Life.

## Bildgalleri

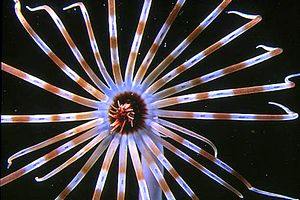